# Крюкови (Молотниковське сільське поселення)
Крю́кови (рос. Крюковы) — присілок у складі Котельницького району Кіровської області, Росія. Входить до складу Молотниковського сільського поселення.
Населення становить 22 особи (2010, 33 у 2002).
Національний склад станом на 2002 рік — росіяни 88 %.